# Mireille Joseph
Mireille Joseph (ur. 25 kwietnia 1955) – haitańska lekkoatletka specjalizująca się w biegach sprinterskich, olimpijka.
Reprezentowała Haiti w konkursie biegu na 100 metrów na Letnich Igrzyskach Olimpijskich 1972, które odbyły się w Monachium. W rundzie eliminacyjnej biegła na torze piątym, ukończyła konkurencję z czasem 13,84 i zajęła 8. miejsce. Nie dotarła do dalszych etapów rozgrywek.
Była pierwszą kobietą która reprezentowała Haiti na igrzyskach olimpijskich.